# Joe Jerwa
Joseph Charles Jerwa plus connu sous le diminutif de Joe Jerwa (né le 22 janvier 1907 ou 1909 à Cracovie dans la voïvodie de Petite-Pologne en Pologne - mort le 11 avril 1983) est un joueur professionnel de hockey sur glace polonais et canadien,.

## Biographie

### Enfance
Natif de Cracovie, Józef Karol Jerwa émigre avec sa famille au Canada vers 1913. C'est à la suite de sa naturalisation que ses prénoms sont traduits en anglais. 

### Carrière de joueur
Il commence sa carrière professionnelle avec les Lions de Vancouver où il joue avec son frère, Frank Jerwa. Il est ensuite échangé aux Rangers de New York avec lesquels il fait ses débuts dans la Ligue nationale de hockey.
Il faut attendre jusqu'en 1935-1936 avant de le voir devenir permanent avec un club de la LNH. Il joue plus de 200 parties dans la ligue et évolue aussi dans la Canadian-American Hockey League et dans la Ligue américaine de hockey où il termine sa carrière à la fin de la saison 1941-1942.

## Statistiques
| Saison     | Équipe                 | Ligue      |     | Saison régulière | Saison régulière | Saison régulière | Saison régulière | Saison régulière |   | Séries éliminatoires | Séries éliminatoires | Séries éliminatoires | Séries éliminatoires | Séries éliminatoires |
| Saison     | Équipe                 | Ligue      | PJ  | B                | A                | Pts              | Pun              | PJ               | B | A                    | Pts                  | Pun                  |                      |                      |
| 1928-1929  | Lions de Vancouver     | PCHL       | 35  | 8                | 5                | 13               | 72               | 3                | 0 | 1                    | 1                    | 6                    |                      |                      |
| 1929-1930  | Lions de Vancouver     | PCHL       | 35  | 12               | 6                | 18               | 76               | 4                | 1 | 0                    | 1                    | 6                    |                      |                      |
| 1930-1931  | Indians de Springfield | Can-Am     | 9   | 8                | 0                | 8                | 26               | -                | - | -                    | -                    | -                    |                      |                      |
| 1930-1931  | Rangers de New York    | LNH        | 33  | 4                | 7                | 11               | 72               | 4                | 0 | 0                    | 0                    | 4                    |                      |                      |
| 1931-1932  | Cubs de Boston         | Can-Am     | 32  | 7                | 15               | 22               | 126              | 5                | 2 | 2                    | 4                    | 27                   |                      |                      |
| 1931-1932  | Bruins de Boston       | LNH        | 11  | 0                | 0                | 0                | 8                | -                | - | -                    | -                    | -                    |                      |                      |
| 1932-1933  | Cubs de Boston         | Can-Am     | 39  | 10               | 18               | 28               | 108              | 7                | 4 | 2                    | 6                    | 22                   |                      |                      |
| 1933-1934  | Cubs de Boston         | Can-Am     | 36  | 4                | 8                | 12               | 101              | 5                | 2 | 0                    | 2                    | 28                   |                      |                      |
| 1933-1934  | Bruins de Boston       | LNH        | 2   | 0                | 0                | 0                | 2                | -                | - | -                    | -                    | -                    |                      |                      |
| 1934-1935  | Cubs de Boston         | Can-Am     | 44  | 21               | 17               | 38               | 95               | 3                | 1 | 5                    | 6                    | 20                   |                      |                      |
| 1935-1936  | Americans de New York  | LNH        | 47  | 9                | 12               | 21               | 65               | 5                | 2 | 3                    | 5                    | 2                    |                      |                      |
| 1936-1937  | Bruins de Boston       | LNH        | 26  | 3                | 5                | 8                | 30               | -                | - | -                    | -                    | -                    |                      |                      |
| 1936-1937  | Americans de New York  | LNH        | 20  | 6                | 8                | 14               | 27               | -                | - | -                    | -                    | -                    |                      |                      |
| 1937-1938  | Americans de New York  | LNH        | 48  | 3                | 14               | 17               | 53               | 6                | 0 | 0                    | 0                    | 8                    |                      |                      |
| 1938-1939  | Americans de New York  | LNH        | 47  | 4                | 12               | 16               | 52               | 2                | 0 | 0                    | 0                    | 2                    |                      |                      |
| 1939-1940  | Barons de Cleveland    | IAHL       | 49  | 4                | 10               | 14               | 61               | -                | - | -                    | -                    | -                    |                      |                      |
| 1940-1941  | Barons de Cleveland    | LAH        | 56  | 13               | 22               | 35               | 20               | 4                | 4 | 0                    | 4                    | 6                    |                      |                      |
| 1941-1942  | Barons de Cleveland    | LAH        | 33  | 1                | 8                | 9                | 18               | -                | - | -                    | -                    | -                    |                      |                      |
| Totaux LNH | Totaux LNH             | Totaux LNH | 234 | 29               | 58               | 87               | 309              | 17               | 2 | 3                    | 5                    | 16                   |                      |                      |

## Parenté dans le sport
- Frère du joueur Frank Jerwa.